# Joan Mesquida Ferrando
Joan Mesquida Ferrando (Felanitx, 6 de desembre de 1962 - 19 d'octubre de 2020) fou un polític mallorquí, i destacat membre del Partit dels Socialistes de les Illes Balears (PSIB-PSOE) més de tres dècades. Va ser llicenciat en Ciències Polítiques i Sociologia i en Dret per la Universidad Complutense de Madrid. Treballà a Arthur Andersen i Garrigues Andersen.

## Trajectòria política
Començà la seva carrera política com a sotsdirector i director de l'Àrea Econòmica de l'Ajuntament de Calvià. Després fou diputat pel PSIB-PSOE al Parlament de les Illes Balears a la V Legislatura i conseller del Consell Insular de Mallorca. Entre el 1999 i el 2003 fou conseller d'Hisenda i Pressuposts del Govern Balear presidit per Francesc Antich.
A la política estatal, va ocupar els següents càrrecs:
- Director General d'Infrastuctures del Ministeri de Defensa (maig 2004 - abril 2006)
- Director General de la Guàrdia Civil (abril 2006 - setembre 2006)[2]
- Director General de la Guardia Civil i de la Policia Nacional (setembre 2006 - abril 2008)[3]
- Secretari d'estat de Turisme (abril 2008-desembre 2011)[4]

L'any 2018 abandonà el PSIB-PSOE i passà a formar part de Ciutadans, fent públic el seu pas a aquest partit en presentar un acte d'Albert Rivera a Palma.

## Publicacions
- El español como fuente turística de generación de recursos.  Pozuelo de Alarcón, Madrid: Espasa, 2008. ISBN 978-84-670-3027-3.
- «El boom turístico». Economistas, Año Nº 30, 131, 2012, pàg. 244-249.
- «El Turismo español: Presente y futuro». Cuenta y razón, 22, 2011, pàg. 7-16.
- «La política turística española en el actual contexto económico». Papeles de economía española, 128, 2011, pàg. 88-96.